# Параска Плитка Горитсвит
Параска Плитка Горитсвит (укр. Плитка-Горицвіт Параска Степанівна; 1. март 1927 — 16. април 1998) била је украјинска уметница, народна књижевница, филозофкиња, народна научница, етнографкиња и дијалектологиња. 
Била је позната као Хомер Хуцул.

## Биографија

### Младост
Рођена је 1. марта 1927. као ћерка Стефана Плитке, ковача у Косивском округу, и Хане, ткаље и везиље. Касније се са породицом преселила у Криворивњу. Завршила је четири разреда школе, а захваљујући оцу научила је различите језике међу којима је и немачки, па је током Другог светског рата радила као преводилац.
Године 1943. је похађала универзитет у Немачкој. Међутим, од ње се очекивало уместо да студира да буде собарица у немачкој породици где је трпела понижења. Након повратка у Криворивњу, придружила се националноослободилачком покрету, помажући устаницима да набаве храну и одећу.

### Изгнанство
Зими 1945. заједно са хиљаде осуђених младих девојака послата је из Западне Украјине у Сибир. Тада је изјавила „уместо топле одеће, добили смо капуте стрељаних људи, прекривене крвљу”. Добила је промрзлине на стопалима због чега је била у затворској болници. Морала је да користи штаке скоро пет година. После 1947. године била је у затвору у Казахстану, где је упознала младог грузијског уметника, са којим се дописивала и у којег се заљубила. Послала је кући писмо са његовом адресом, али њени родитељи нису одобрили везу, а отац је уништио њена писма, због чега је изгубила контакт са уметником. По повратку кући, није могла да опрости оцу и живела је сама.

### Повратак у Криворивњу
Са двадесет и седам година се вратила у Криворивњу. Пошто је била затворена, мештани су је се плашили. Почела је да фотографише људе и да им дели њихове портрете што јој је омогућило да стекне њихово поштовање. Није причала о свом затворском животу, верујући да ће њене приче сељанима донети само бол.
Укључила се у јавне послове, радила је у шумарству и учествовала у уметничким активностима села. Придружила се хору, писала, цртала и фотографисала. Касније се повукла из јавности и водила приватнији живот.
Живела је као аскеза, понекад једући само оно што су јој сељани доносили. Када је радила, није дозвољавала ни свештенику да уђе у њену кућу, јер јој је била потребна пуна концентрација.

### Експедиције и смрт
Почев од 1970. водила је студентске експедиције у Карпате. Студенти из Кијева су јој поклонили писаћу машину као поклон захвалности, на којој је касније писала своје радове. Очекивала је да ће њен рад бити занемарен након њене смрти, па је правила папирне кутије како би заштитила своје рукописе.
Пред крај живота живела је у сиромаштву и скоро је изгубила вид. За своју сахрану је у кући држала ковчег, са остављеним местом за датум. Преминула је 16. априла 1998. Сахрањена је у селу Криворивња.

## Наслеђе

### Проза
Њено дело „Поклон родном крају” садржи четрдесет и шест рукописа и штампаних књига од по петсто страница, као и десетине малих књижица са њеним сопственим илустрацијама и импровизованим повезима.
Саставила је речник хуцулског дијалекта, писала приче, бајке и фантастичан авантуристички роман Indian Glow о авантурама Хуцула у Индији. Писала је и дневнике.
Након што је свака књига била готова, украшавала ју је ручно рађеним украсима и сликаним илустрацијама. Њена прва књига Starovitski povistorkye је објављена 2008. године, написана на хуцулском дијалекту.

### Слике
Њено дело Shevchenko in the Carpathians се чува у музеју у Каниву. 
Десетине њених дела посвећене су Ивану Франку и Лесји Украјинки. Њена серија Hutsulka's Destiny приказује животе жена у високим Карпатима.

### Поезија
Писала је и поезију, користила је хуцулски дијалекат, посебно у својој збирци We should think. Текстови су куцани на писаћој машини са посебним додатним значењима у први план. За разлику од прозе, фокус је углавном био на религиозне теме.

### Фотографија
Почела је да фотографише око 1970. до своје смрти. Већина њених радова је изгубљено временом или оштећено влагом због непажљивог складиштења.
Никада није излагала своје фотографије, чувала их је испод кревета. Неке од њих су пронађене у музеју 2015. године.
Направила је укупно више од 4000 фотографија. Фотографисала је мештане села и њихову децу, пејзаже, празнике, природу и још много тога. Фотографије приказују како исти људи изгледају у различитим временима: прво као девојка, затим као жена, па као мајка. Посебна пажња посвећена је Ускрсу, празнику који је фотографисала сваке године. Њене фотографије бележе живот обичних људи у Карпатима.

### Филмови
- World Paraska Adonis – 1992.[2]
- Carol for Paraska – 2005.
- Icon – 2008.[11]
- A Portrait on the Background of Mountains – 2018.[12]

### Изложбе
- Национални музеј књижевности Украјине, 2010. – Слике, папирни украси и рукописи.[7]
- Portrait of place and time, изложба активиста из Ивано-Франковска – новембар 2016.[13]
- Бијенале Nieużytków – Варшава, децембар 2016.
- We have to think – Музеј Грушевског, Кијев
- Paraska Plytka-Horytsvit. Overcoming Gravity – Мистечки арсенал, октобар 2019—јануар 2020.[14]

### Музеј
Музеј Плитка Горитсвит основан је у њеној кући у Криворивњи. Током првих пет година, њена дела нису била правилно одржавана. Касније су организоване изложбе, креирани каталози и систематичније обрађивани материјали.
Њене књиге, фотографије и слике се чувају у овом музеју, а остатак у музеју Ивана Франка у Криворивњи, у Верховини и неколико других музеја у Украјини.